# 엔네아데스

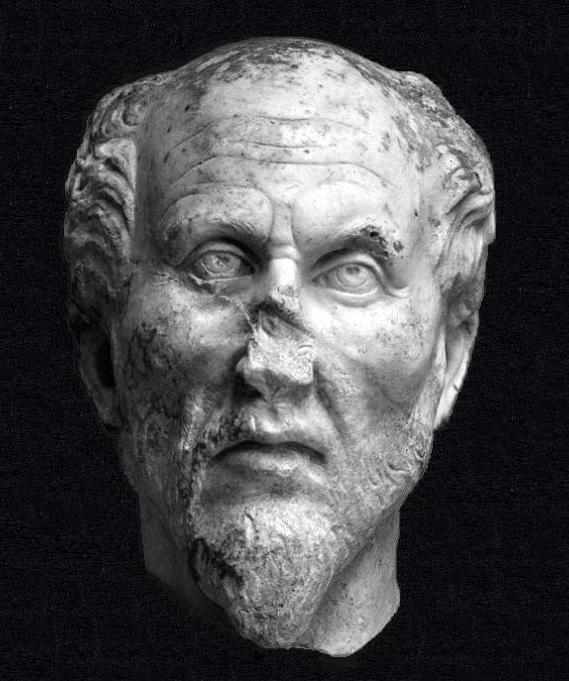

《엔네아데스》(그리스어: Ἐννεάδες)는 플로티노스가 남긴 54개의 논문을 제자 포르피리오스가 정리한 것이다. 포르피리오스는 이들 논문을 내용상 9개씩으로 정리하고 전체를 6권이 되게 편집하였다.
'엔네아데스'란 본시 '9'를 의미하는 그리스어 '엔네아스'의 복수(複數)이다. 따라서 각 권(卷)은 '엔네아스'라고 불리며 '엔네아데스'는 전체를 지칭한다. 다시 '6'이 '1'·'2'·'3'의 합이므로 전체가 제1-3권까지의 3권으로 되는 제1부와 제4-5의 2권으로 되는 제2부 및 제6권을 제3부로 하는 총3부로 구성되어 있다. 그리고 3부는 각각 플로티노스의 3원리(三原理)가 반영되도록 잘 편집되어 있다. 즉 제3부에 해당하는 제6권에는 <선한 것, 1인 것에 관하여> 등 '1자(一者)'에 관한 논문이 집록되어 있다.

## 아름다움
고대 후기 그리스 철학자 중 한 사람인 플로티노스에게 ‘아름다움(美)’이란 ‘선(善)’과 다르지 않았다. 다시 말해 아름다움을 추구하는 것이 존재의 자기실현으로서 의미가 있다는 것이다.
오늘날 아름다움에 대한 판단은 그 본질에 대한 논의를 망각한 채 점점 상대주의적인 것으로 굳어가고, 아예 아름다움에 대한 객관적 판단은 불가능한 것처럼 여겨지기까지 한다. 저자는 이 책을 통해 물질적인 아름다움의 기초가 되는 정신적인 아름다움에 관심을 기울이고, 나아가 그런 정신적인 모든 아름다움에 원천이 되는 아름다운인 '아름다움의 아름다움'을 알아내도록 노력해야 할 것을 제안한다.
오늘날 ‘아름다움’에 대한 판단은 실로 다양하게 이루어지고 있으며, 다양한 만큼 난해하다. 특히 인터넷 시대를 맞아 과거에 비해 더더욱 잦아지는 소위 ‘예술’과 ‘외설’의 시비 문제, 그리고 예술적 패러디와 저작권 침해의 법적 공방 등 아예 아름다움에 대한 객관적 판단은 불가능한 것처럼 여겨지기까지 한다. 원숭이의 장난이 썩 괜찮은 작품이 될 수 있다면, 도대체 예술은 무엇하러 존재하는가? 하나의 사물을 작품으로 만들어주는 게 ‘이론’이라면 예술가들은 대체 왜 존재하는가? 현대에 널리 유포된 상대주의적인 입장, 심지어 예술 자체의 순수성만을 고집해야 한다는 입장을 우리는 어느 선까지 수긍해야 할까? 더 이상 객관적인 미적 판단은 불가능한 것일까? 이 같은 맥락에서 그의 ‘아름다움에 관한 논의’는 분명 우리에게 생각할 거리를 제공한다.
'아름다운 것에 관해', '정신의 아름다움에 관해'는 ‘아름다움’을 주제로 한 그의 대표적인 작품이다. 이 두 작품을 읽어나갈 때 최소한 다음과 같은 점을 주목할 필요가 있다. 예컨대 그는 ‘아름다움’을 어떻게 정의하고 있는가? 그가 자신의 입으로 플라톤의 사상을 그대로 전달하고 해석하는 자임을 스스로 밝혔다 하더라도 미적 판단에 있어 그와 플라톤 사이에 어떤 차이가 있는가? 그는 물질적 복합체에 대한 미적 판단에는 한계가 있음을 지적한다. 플라톤과 아리스토텔레스가 채택했던 개념인 비례관계는 비록 아름다운 “형상”에 대한 다양한 표현의 하나이긴 하지만, 복합체가 아닌 정작 ‘순수한 것’, 나아가 ‘정신적인 존재’에 대한 미적 판단에는 도움이 되지 못한다는 것이다. 결국 물질적인 아름다움의 기초가 되는 정신적인 아름다움에 관심을 기울여야 바람직할 것이요, 나아가 그런 정신적인 모든 아름다움에 원천이 되는 아름다움, 곧 ‘아름다움(들)의 아름다움’을 알아내도록 노력해야 할 것이라고 제안한다.

## 사랑
사랑은 ‘아름다움’과 직결된 개념이다. 플라톤의 작품 『향연』의 주제가 사랑이다. 특히 ‘미의 여신’ 아프로디테의 탄생을 축하하는 연회 때, 제우스 신의 뜰 안에서 포로스와 페니아 사이에 태어난 에로스는 고대인들에게 오랫동안 사랑의 의미를 되새기고자 할 때마다 재고되었다. 그는 플라톤의 작품 『향연』과 『파이드로스』에 천착하여 다른 사상가들의 다양한 견해들을 집약하는 재치를 발휘한다. 나아가 저 천상의 ‘에로스’와 우리 곁에서 경험되는 사랑의 차이는 무엇인가? 그와 더불어 두 아프로디테의 모습은 실제 무엇을 의미하는가? 저 에로스는 신인가 아니면 정령인가? 우리에게 사랑은 무엇을 함의하는가? 하는 물음을 끊임없이 던진다. 즉 사랑은 언제든 선을 찾아 나설 만큼 선에 있어 전적으로 모자람이 없다. 그런 점에서 에로스가 포로스와 페니아 사이에서 태어났다고 말하는 것이고, 그런 한에서 부족함, 추구하는 노력, 로고스에 대한 기억이 영혼 안에 자리함으로써 영혼이 선을 지향하는 능력을 낳았다고 할 때, 이것이 바로 사랑이라는 것이다.
- 조규홍 역, 2009, 지만지, ISBN 9788962282726

## 같이 보기
- 플라톤의 우화 해석
- 헤노시스